# Nyjah Huston
Nyjah Imani Huston (Davis, 30 de novembre de 1994) és un skater professional nord-americà que ha estat campió general de l'Street League Skateboarding els anys 2010, 2012, 2014, 2017 i 2019. També és el patinador més ben pagat del món.

## Biografia
Huston va néixer a Davis, Califòrnia i es va criar a San Lorenzo, Puerto Rico. Va començar a patinar quan tenia quatre anys a l'estil goofy (amb el peu dret a la part davantera de la taula) influït pel seu pare.
El 2006, Huston va guanyar el primer Kentucky Unbridled Spirit Award for Action Sports. El 2012, va guanyar tres premis de la revista Transworld Skateboarding: Millor segment de vídeo (per Rise & Shine), Premi New Era del lectors i Premi Best Street. Les marques Element i DC Shoes tragueren taules i quets amb el seu nom, respectivament.
Als Jocs Olímpics d'estiu de 2024 realitzats a París (França) aconseguí guanyar la medalla de bronze en la prova masculina de monopatí en la modalitat de carrer.

## Aparicions en videojocs
Huston és un personatge destacat en els videojocs: Tony Hawk's Project 8, Tony Hawk's Proving Ground, Tony Hawk: Ride, Tony Hawk's Pro Skater HD i Tony Hawk's Pro Skater 5.

## Filmografia
- Element Kids: Tricks (2005)
- Element: Elementality Volume 1 (2005)
- Element: Brent Atchley Pro Debut Video (2006)
- Globe: The Global Assault (2006)
- Element: Elementality Volume 2 (2006)
- eS: eSpecial (2007)
- Element: This Is My Element (2007)
- Silver: Silver In Barcelona (2008)
- Thrasher: Double Rock (2009)
- Element: Rise & Shine (2011)
- The Game (amb Chris Brown, Tyga, Wiz Khalifa, Lil Wayne): Celebration (2012)
- Cameo amb Kid Ink i Chris Brown: «Show Me» (2014)
- DC Shoes: Nyjah: Fade to Black (2014)